# Arquígenes
Arquígenes (Αρχιγένης en griego) fue un célebre médico, natural de Apamea (Siria). Vivió a fines del siglo I y principios del II (ca. 75-129) y se lo consideró el médico más influyente de la escuela ecléctica.

## Escuela de formación
Tuvo por maestro a Agatino, fundador de la escuela de los episintéticos, a quien, según cuentan, curó de un insomnio delirante con fomentos de aceite en la cabeza. Pasó luego a Roma, en cuya capital adquirió gran fama bajo los reinados de Domiciano, Nerva y Trajano. 
Arquígenes dejó de lado el humoralismo de Aristóteles y el solidismo en favor de la teoría de que el aire vital era expulsado de los pulmones para remover el calor generado por el corazón. El neumatismo se había generado con Ateneo de Atalia, quien enseñó a Claudio Agatino, de Esparta, maestro a su vez de Arquígenes.

## Avances médicos que se le atribuyen
Fue uno de los primeros cirujanos de su tiempo y usó como medicina profiláctica la ligadura de los vasos en las amputaciones. Sus mayores contribuciones a la medicina militar fueron sus tratados sobre amputación, que describían tanto los torniquetes como las ligaduras de vasos para limitar las pérdidas de sangre. También trabajó en la reconstrucción plástica de heridas faciales.
Fue el primero en tratar las infecciones dentales, removiendo con un torno dental primitivo los tejidos dentarios dañados, y rellenando la cavidad con una pasta.